# Tamanrasset
Tamanrasset ou Tamanghasset (en touareg : ⵜⵎⵏⵗⵙⵜ Tamenɣast ; en arabe : تمنراست), est une commune de la wilaya de Tamanrasset, dont elle est le chef-lieu, située dans le Sud de l'Algérie, à 1 900 km au sud d'Alger, à 450 km à vol d'oiseau au sud-ouest de Djanet et à environ 400 km au nord de la frontière malienne. Elle est la capitale des Touaregs (ethnie berbère) algériens.
Cette ville est notamment connue pour avoir été le lieu de résidence de l'aménokal Moussa ag Amastan, chef des Touaregs de l'Ahaggar, qui fit un voyage en France à l'été 1910 : la "Mission Touareg".

## Étymologie
Le nom de la ville en berbère est Tamenɣast, qui est prononcé « Tamenghast ».

## Géographie

### Localisation
Tamanrasset est localisée dans le Sud du Sahara algérien, dans la chaîne montagneuse du Hoggar à 1 400 mètres d'altitude.

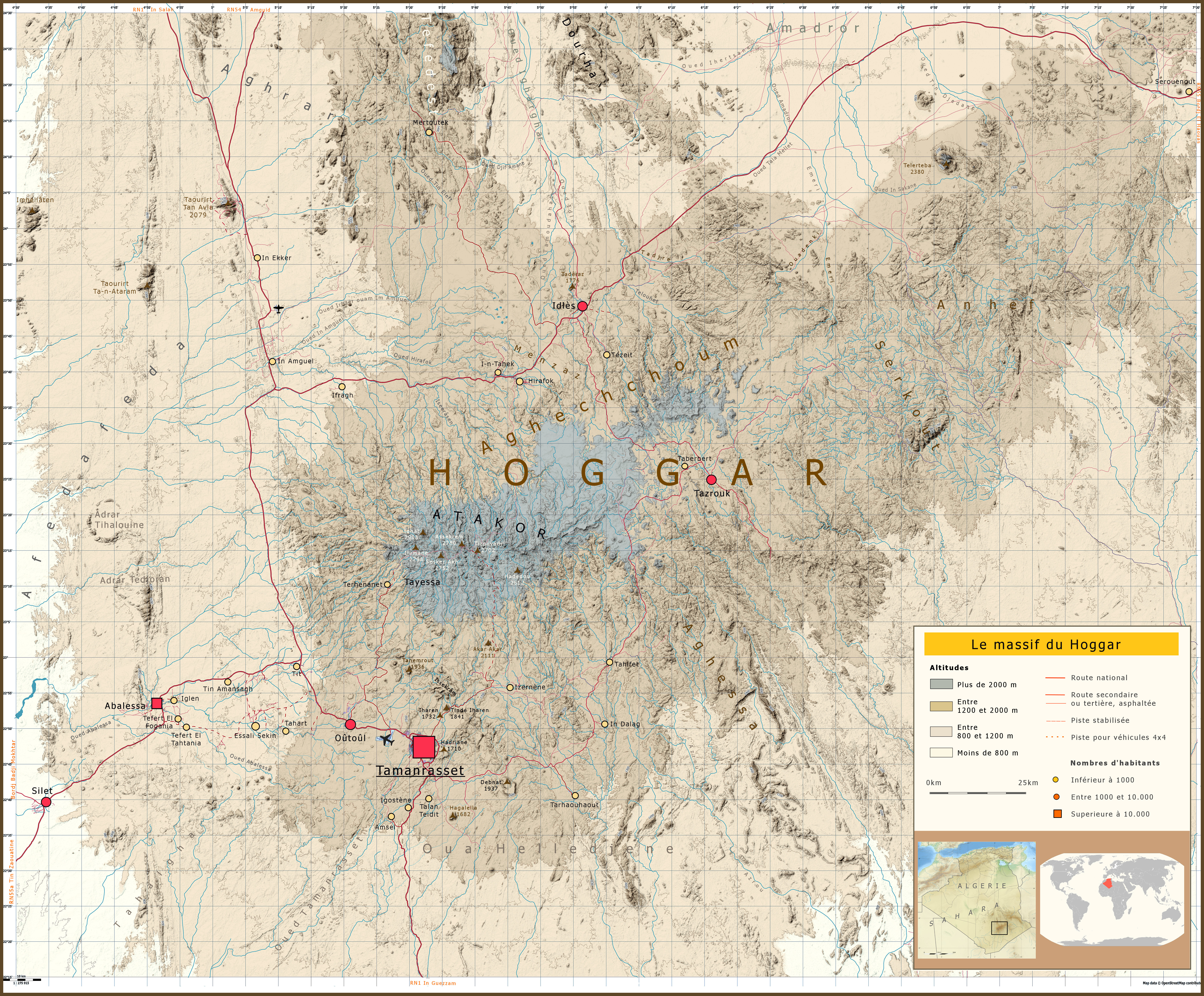
Carte topographique du massif du Hoggar avec Tamanrasset

| In Amguel |             | Idles   |
| Abalessa  | Tamanrasset | Tazrouk |
|           | In Guezzam  |         |

### Climat

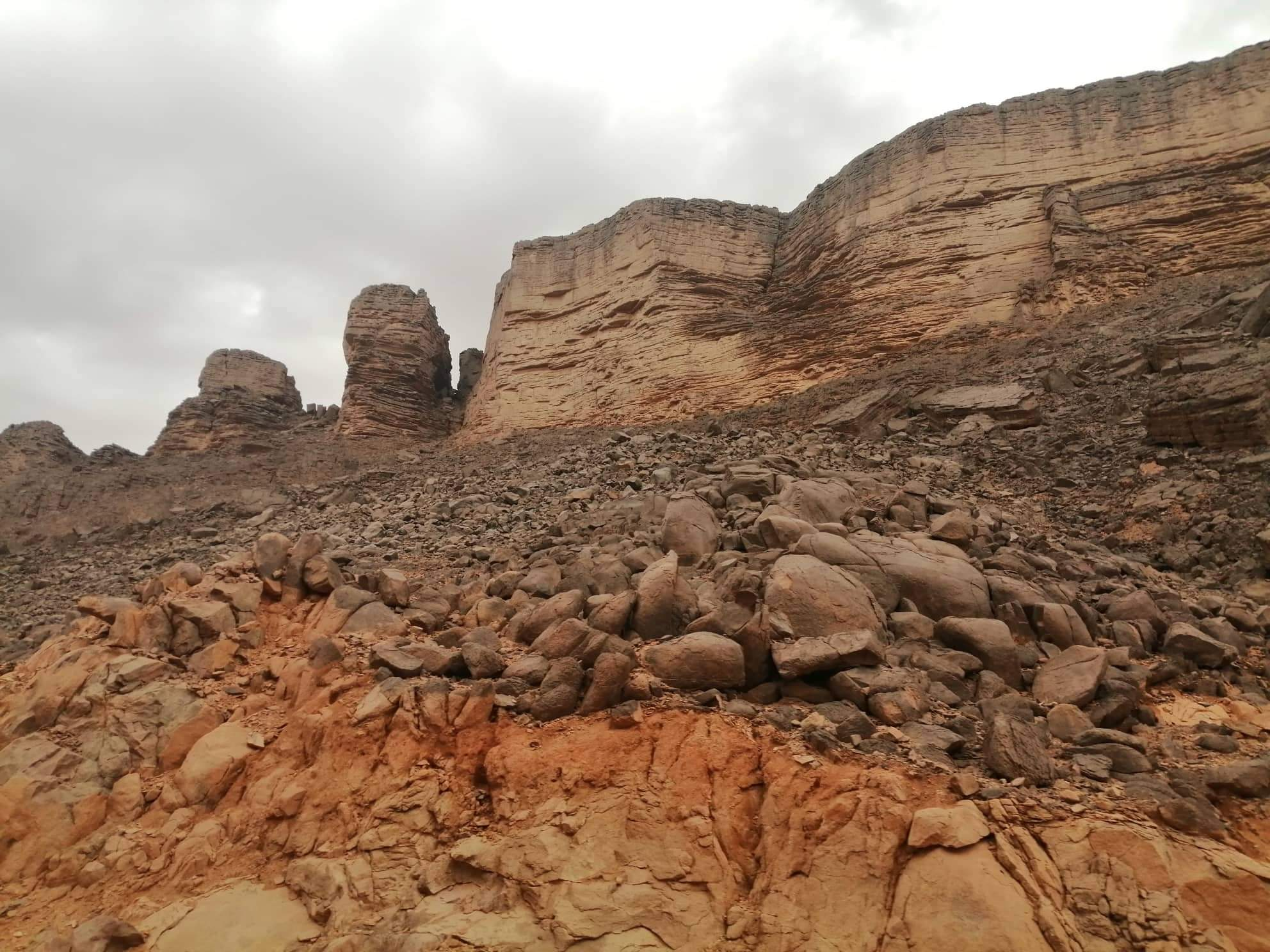
Formation rocheuse près de Tamanrasset.

Tamanrasset possède un climat désertique chaud  typique du Hoggar, massif montagneux situé au Sahara avec des étés longs et très chauds et hivers courts et modérément chauds. L'altitude élevée (1 400 m) modère beaucoup les températures maximales moyennes rencontrées tout au long de l'année et est responsable de précipitations légèrement plus abondantes qu'aux environs à basse altitude. Néanmoins, le climat y est considéré comme extrêmement chaud et sec pour une telle altitude. Le climat y est hyper-aride et extrêmement sec toute l'année puisque les précipitation annuelles moyennes sont environ de 43 mm. En été, la chaleur, bien que très modérée, est très forte et prend un caractère persistant : les températures moyennes maximales tournent autour de 35 °C en juillet (le mois le plus chaud) mais peuvent dépasser les 40 °C entre juin et septembre. Les températures sont très agréables et élevées en hiver mais seulement la journée car dans les étendues désertiques, il n'y a rien pour retenir la chaleur et les températures minimales moyennes avoisinent 5 °C. Le ciel est dégagé et clair toute l'année et les journées couvertes restent très rares, si existantes. La température moyenne journalière annuelle avoisine 22 °C à Tamanrasset. L'humidité relative y est exceptionnellement faible toute l'année avec une moyenne annuelle d'environ 23 %. À cause de la très forte irradiation solaire et donc de l'intense échauffement produit, des températures maximales supérieures à 70 °C ont été enregistrées sur le sol de Tamanrasset en plein été à plusieurs reprises.
| Mois                              | jan. | fév. | mars | avril | mai  | juin | jui. | août | sep. | oct. | nov. | déc. | année |
| --------------------------------- | ---- | ---- | ---- | ----- | ---- | ---- | ---- | ---- | ---- | ---- | ---- | ---- | ----- |
| Température minimale moyenne (°C) | 5,3  | 7,9  | 11   | 15,5  | 19,8 | 22,6 | 22,7 | 22,2 | 20,5 | 16,6 | 10,8 | 6,8  | 14,86 |
| Température moyenne (°C)          | 12,8 | 15,3 | 18,2 | 22,5  | 26,4 | 29   | 28,9 | 28,5 | 27,7 | 23,2 | 17,5 | 13,9 | 21,82 |
| Température maximale moyenne (°C) | 20,3 | 22,6 | 25,4 | 29,5  | 33   | 35,4 | 35,2 | 34,8 | 33,9 | 29,9 | 24,3 | 21   | 28,78 |
| Précipitations (mm)               | 1,3  | 1,3  | 2,6  | 1,8   | 6,2  | 3,9  | 4,8  | 5,6  | 8,3  | 3,2  | 2,1  | 1,8  | 42,9  |
| Humidité relative (%)             | 24,1 | 22,2 | 19,3 | 19,2  | 19,8 | 20   | 20,2 | 21,8 | 24   | 27,9 | 28,1 | 27,3 | 22,82 |

### Transports

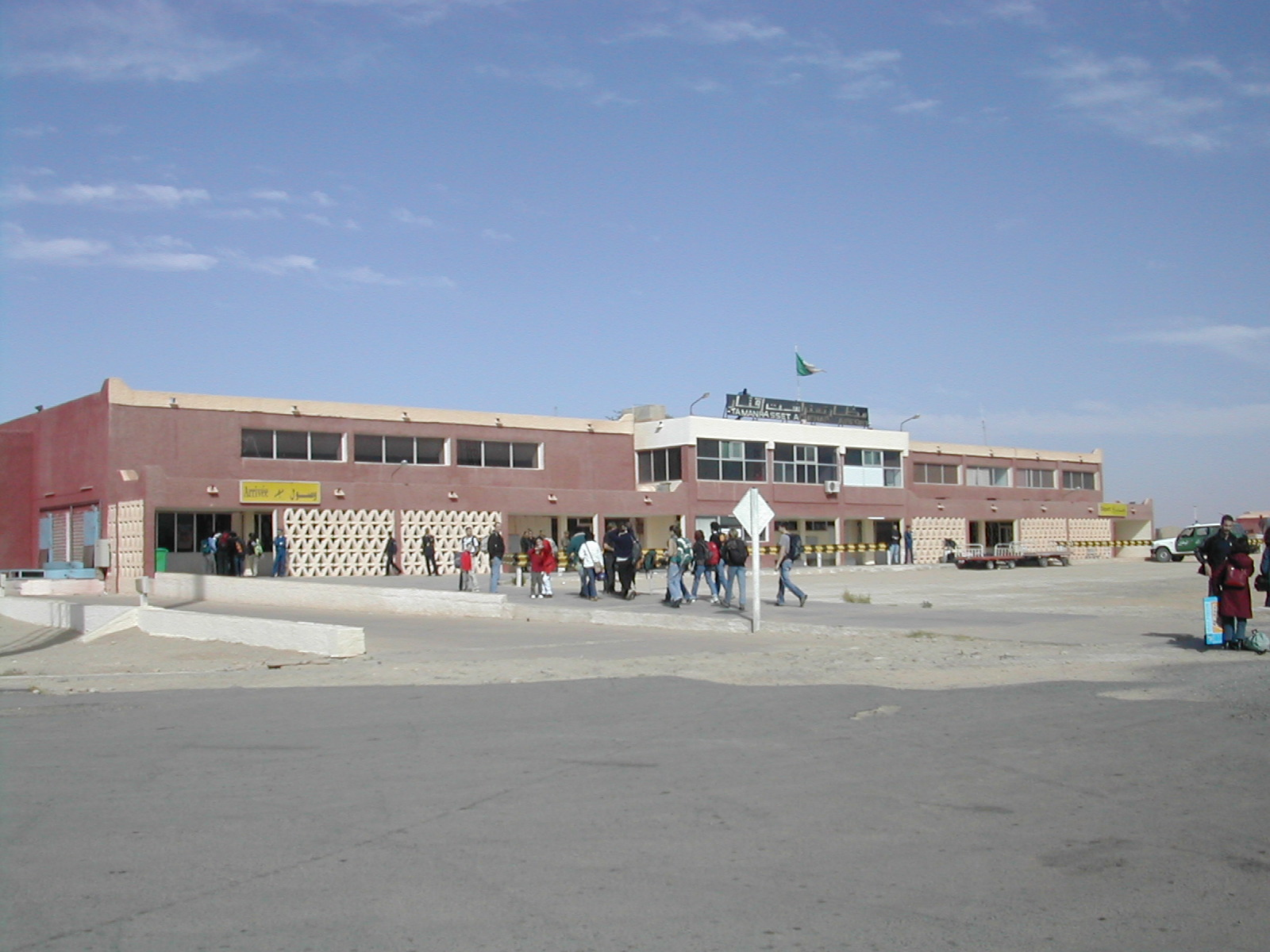
Aéroport de Tamanrasset.

Tamanrasset dispose d'un aéroport international, situé à six kilomètres au nord-ouest de la ville.
La ville se trouve sur la route transsaharienne.

### Quartiers
Gataâ El-Oued, Tihagouine, 5-Juillet, Tafsit, Wiam, Salam, Taberkat (Tabarkat), Sorro (Soro), Choumoue, El Djazira, le Virage, Adriane, Matnetlat, Ankouf.

## Histoire
- IVe et IIIe millénaire av. J.-C. : occupation humaine, attestée par les peintures rupestres du Hoggar.
- Jusqu'au XXe siècle, lieu-dit d'indigènes Zeribas, des berbères non arabisés.
- 1892-1893 : Fernand Foureau (1850-1914), rapport de deux missions sur Le Gassi Touil et le grand Erg, l'Oudje sud et le Tinghert, Hassi Messeguem et Hassi Imoulay[6].
- 1902 : bataille de Tit des Touaregs avec les Compagnies méharistes sahariennes, retombée du massacre de la mission Paul Flatters.
- 1905 : arrivée du Père Charles de Foucauld qui se fixe sur la rive gauche de l'oued où il construit une petite maison en pierres et terre dans le territoire du pays des Kel Ahaggar.
- 1907 : début de la construction de la résidence de l'aménokal Moussa ag Amastan, trois ans avant son voyage en France à l'été 1910 : la « Mission Touareg »[7].
- Vers 1915, « Tam » est devenu un petit village d'une centaine d'habitants.
- 1916 : le père de Foucauld est assassiné lors de la prise de la ville par des troupes sanoussies.
- 1919 : la présence française s'affirme avec l'installation de services administratifs et la construction d'une caserne.
- 1920 : la première traversée du Sahara en avion passe par Tamanrasset.
- 1958 : le général de Gaulle déclare : « Tous Français, de Dunkerque à Tamanrasset », slogan lancé à cette foule du 13 mai 1958 pour le remercier de lui avoir permis de revenir au pouvoir.
- 1960 : premier essai nucléaire français, Gerboise bleue, dont les retombées radioactives atteindront Tam dès le lendemain.
- 1961 : Tam devient sous-préfecture du département « Territoire des Oasis dans le Sahara », promotion due au Centre expérimental nucléaire français.
- 1967 : la France abandonne ses expériences nucléaires au Sahara conformément aux accords d’Evian.
- 1970 : période de sécheresse généralisée dans tout le Sahara et abords : désertification qui apporte à la ville un flux de réfugiés.
- 1974 : Tam est nommée capitale de province (wilaya) avec 30 000 habitants. Le tourisme se développe rapidement.
- 1992 : début de la guerre civile qui met à mal les activités touristiques.
- 2003 : le vol 6289 d'Air Algérie s'écrase à Tamanrasset[8].

## Démographie
En 2008, la population de Tamanrasset est de 92 635 habitants.
Selon l’Association des victimes des essais nucléaires français à In Eker (Aven), plus de 500 victimes de la radioactivité ont été recensées dans la wilaya de Tamanrasset, et 20 cancéreux, femmes, hommes et enfants, sont morts en juillet 2014 à Tamanrasset. Selon une étude réalisée par des experts, 21 % des femmes de la région sont atteintes de cancer du sein et 10 % du cancer de la thyroïde.

## Économie
Depuis l'année 2000, la sécurité étant de retour, le tourisme est redevenu florissant. L'activité commerciale de la ville est animée, en particulier dans ses marchés.
Tamanrasset s'est également affirmée comme une ville charnière entre le nord méditerranéen et porte de l’Europe, le Sahara des caravanes et l'Afrique de l’ouest en plein développement économique et démographique. En cela, elle est également une plaque tournante de l'immigration subsaharienne vers l'Europe.

## Culture
Du 14 au 19 février 2012, Tamanrasset accueille le troisième Festival International des Arts de l'Ahaggar, Tin Hinan, Abalessa placé sous le thème de "la relation entre le patrimoine et les médias", réflexion sur les origines et les modes de fabrication des clichés persistants qui entourent le Sahara, ses habitants et son patrimoine culturel.